# Jan Kuyckx
Jan Kuyckx, né le 20 mai 1979 à Hasselt, est un coureur cycliste belge.

## Palmarès et résultats

### Palmarès par année
- 1995
  - Champion du Limbourg du contre-la-montre débutants
- 1996
  - Champion du Limbourg du contre-la-montre juniors
- 1997
  -  Champion de Belgique du contre-la-montre juniors
  -  Champion de Belgique de poursuite juniors
- 1999
  -  Champion de Belgique sur route espoirs
  - 2e du championnat du Limbourg sur route espoirs
- 2001
  - 10e étape du Baby Giro
  - Prologue du Tour de la province de Liège (contre-la-montre par équipes)
  - 3e de Zellik-Galmaarden
  - 3e du Circuit Het Volk espoirs
- 2002
  - 2e du Grand Prix de la ville de Vilvorde
- 2003
  - 2e de Bruxelles-Ingooigem
- 2004
  - 1re et 3e étapes du Tour de La Rioja
  - 6e étape du Tour d'Autriche
- 2005
  - 4e étape du Tour de Belgique
- 2006
  - 2e de Halle-Ingooigem
- 2008
  - 1re étape de l'Étoile de Bessèges
  - 2e de Paris-Tours
- 2009
  - 2e du championnat de Belgique des élites sans contrat
- 2010
  - Grand Prix du 1er mai

### Classements mondiaux
| Année           | 2007 | 2008 | 2009 | 2010 |
| --------------- | ---- | ---- | ---- | ---- |
| UCI Europe Tour | 632e | 145e |      | 378e |